# Angus Wilton McLean

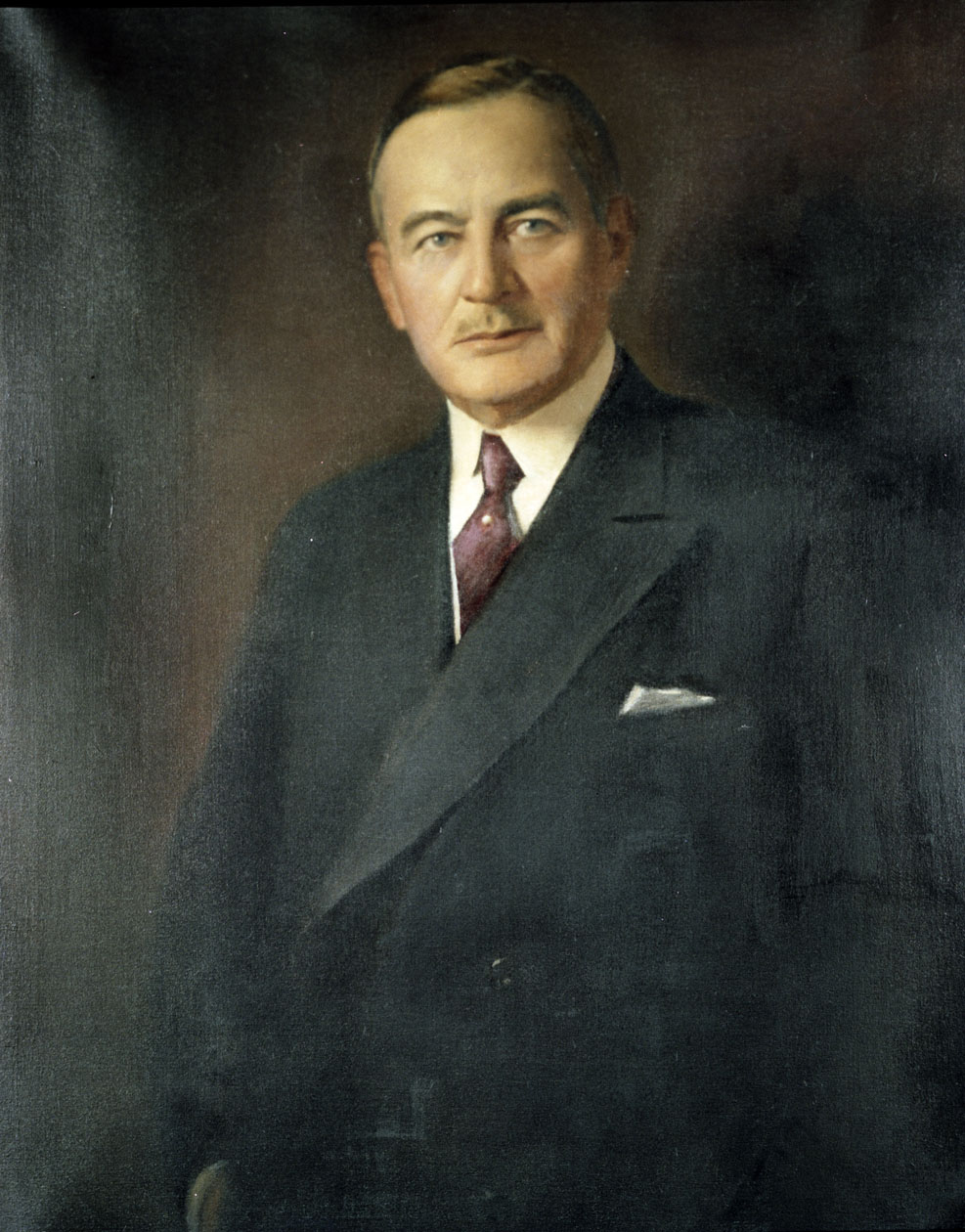
Angus Wilton McLean

Angus Wilton McLean (* 20. April 1870 im Robeson County,  North Carolina; † 21. Juni 1935 in Lumberton, North Carolina) war ein US-amerikanischer Politiker und der 56. Gouverneur des Bundesstaates North Carolina.

## Frühe Jahre und politischer Aufstieg
Angus McLean besuchte die Laurinburg Academy und die University of North Carolina, wo er 1892 ein Jurastudium absolvierte. In der Folge betätigte sich McLean als Anwalt. Er war gleichzeitig ein erfolgreicher Geschäftsmann in unterschiedlichen Branchen, wie zum Beispiel dem Immobilienmarkt, dem Bankwesen, der Eisenbahn- oder der Textilindustrie. Politisch bekannte sich McLean zur Demokratischen Partei. Schon 1892 wurde er Parteivorsitzender im Robeson County. Im Jahr 1904 war er Delegierter zur Democratic National Convention in St. Louis. Außerdem fungierte er 1912 und 1916 als der für North Carolina zuständige Leiter des Wahlkampfteams von Präsidentschaftskandidat Woodrow Wilson. Zwischen 1916 und 1924 gehörte er dem Democratic National Committee an. Von 1918 bis 1922 war er Mitarbeiter in der War Finance Corporation. Während der letzten Monate der Regierung Wilson war er von 1920 bis 1921 stellvertretender US-Finanzminister.

## Gouverneur von North Carolina
Seine Partei nominierte ihn für die Gouverneurswahlen des Jahres 1924, die McLean dann auch siegreich gestalten konnte. Seine Amtszeit begann am 14. Januar 1925 und endete am 11. Januar 1929. Die Zeitumstände waren für ihn sehr günstig. Die 1920er Jahre waren eine Zeit des allgemeinen Aufschwungs in den USA. Die darauf folgende Great Depression fiel schon in die Amtszeit seines Nachfolgers Oliver Max Gardner. In seiner Amtszeit wurde das Haushaltssystem des Landes reformiert, ein neues Ministerium für Umwelt und Entwicklung (Department of Conservation and Development) wurde geschaffen und der Great-Smoky-Mountains-Nationalpark wurde angelegt.

## Lebensabend
Nach dem Ende seiner Amtszeit zog sich McLean aus der Politik zurück. Er kümmerte sich aber weiterhin um seine geschäftlichen Interessen. Er erlebte noch den Ausbruch der Weltwirtschaftskrise und den Beginn der Regierung von Franklin D. Roosevelt, der mit seinem New Deal die Krise einzudämmen versuchte. Angus McLean starb im Juni 1935. Er war mit Margaret Jones French verheiratet, das Paar hatte drei Kinder.